# Bisbat de Roermond
El Bisbat de Roermond és actualment un bisbat catòlic dels Països Baixos.
La diòcesi fou creada una primera vegada el 1559 per la reforma administrativa de Felip II de Castella. Felip volia resoldre el problema del príncep-bisbe de l'estat de Lieja que tenia jurisdicció eclesiàstica a grans parts dels Països Baixos espanyols. El territori del principat de Lieja, del qual el bisbe era el sobirà i el del bisbe de Lieja no coincidien. Amb la reforma, s'eliminava el risc de trobar-se amb un sobirà d'un estat veí que feia part del Sacre Imperi Romanogermànic, no sempre amic de Castella, que tenia autoritat espiritual fora de les seves fronteres polítiques. El bisbat depenia de l'arquebisbe de Mechelen.
El bisbat va ser suprimit durant la revolució francesa. Després del concordat del 1801 la majoria del territori tornà al bisbat de Lieja. Després de la revolució belga del 1830 i l'escissió definitiva de la província de Limburg pel Tractat de Londres (1839) l'església catòlica va adaptar-se a les noves fronteres i recreà el bisbat de Roermond el 1853. Depèn del nou arquebisbat d'Utrecht i el territori correspon a la província neerlandesa de Limburg.
La seu episcopal és la Catedral de Sant Cristòfol, situada a la vila de Roermond.